# Pupina brenchleyi
Pupina brenchleyi là một loài ốc đất liền với một nắp, là động vật chân bụng sống trên cạn động vật thân mềm thuộc họ Pupinidae. Nó là loài đặc hữu của Micronesia.